# زراعة مستدامة
الزراعة المستدامة هي ممارسة الزراعة باستخدام مبادئ علم البيئة، وهو دراسة العلاقات بين الكائنات الحية وبيئاتها. وتُعرف بأنها "نظام متكامل من الممارسات الإنتاجية النباتية والحيوانية التي لها تطبيقات ميدانية خاصة تستمر على مدار فترة طويلة

## نشأة المصطلح
صاغ عالم الزراعة الأسترالي جوردن ماك كليمونت مصطلح «الزراعة المستدامة» في أحد تقاريره. يعود الفضل إلى فيس جاكسون حيث كان أول من نشر التعبير في كتابه، الجذور الجديدة في الزراعة، عام 1980. وأصبح المصطلح شائع الاستخدام في أواخر الثمانينيات.
الزراعة المستدامة هي نظام يضم أنشطة تتعلق بإنتاج الحيوان وزراعة النباتات معاً في مكان محدد سيستمر على المدى الطويل، وتضم تلك الأنشطة تلبية احتياجات الإنسان الأساسية كالطعام، تحسين الظروف البيئية والمصادر الطبيعية التي تعتمد على مقومات الاقتصاد الزراعي للاستفادة بأقصى درجة ممكنة من المصادر غير المتجددة والمحدودة وكذلك دمج الدورات البيولوجية الطبيعية وطرق التحكم فيها، لإنعاش اقتصاد أنشطة المزرعة وتحسين جودة الحياة للمزارعين بوجه خاص وللمجتمع ككل.

## التعريف
الزراعة المستدامة هي نظام يضم أنشطة تتعلق بإنتاج الحيوان وزراعة النباتات معاً في مكان محدد سيستمر على المدى الطويل، وتضم تلك الأنشطة تلبية احتياجات الإنسان الأساسية كالطعام، تحسين الظروف البيئية والمصادر الطبيعية التي تعتمد على مقومات الاقتصاد الزراعي للاستفادة بأقصى درجة ممكنة من المصادر غير المتجددة والمحدودة وكذلك دمج الدورات البيولوجية الطبيعية وطرق التحكم فيها، لإنعاش اقتصاد أنشطة المزرعة وتحسين جودة الحياة للمزارعين بوجه خاص وللمجتمع ككل وتسعي إلى :
- تلبية الاحتياجات الإنسانية من الغذاء والكساء
- تحسين نوعية البيئة وقاعدة الموارد الطبيعية التي يعتمد عليها الاقتصاد الزراعي
- تحقيق الاستخدام الأمثل لـ الطاقة غير المتجددة والموارد الموجودة في الحقول وتحقيق التكامل بين أساليب المكافحة الأحيائية والدورات الأحيائية الطبيعية، كلما أمكن
- الحفاظ على قابلية اقتصاد الحقول للاستمرار
- تحسين نوعية حياة المزارعين والمجتمع ككل."[2]

يتم التعامل مع الزراعة المستدامة في الولايات المتحدة من خلال فاتورة الغذاء التي ظهرت عام 1990. ومؤخرًا، ومع زيادة طلب المستهلكين وتجار التجزئة على المنتجات المستدامة، بدأت المنظمات مثل تحالف الغذاء (Food Alliance) وبروتيكتد هارفست (Protected Harvest) في وضع معايير قياس وبرامج اعتماد للمحاصيل المزروعة بطريقة مستدامة.

## الزراعة والموارد الطبيعية
يمكن فهم الاستدامة على أنها نهج النظام البيئي في التعامل مع الزراعة. ومن بين الممارسات التي من الممكن أن تتسبب في إلحاق ضرر طويل الأجل بالتربة الحراثة المفرطة (مما يؤدي إلى التعرية) والري دون وجود التصريف الكافي (مما يؤدي إلى ملوحة التربة). وقد وفرت التجارب طويلة الأجل بعضًا من أفضل البيانات حول الكيفية التي تؤثر بها الممارسات المختلفة على خصائص التربة الضرورية لتحقيق الاستدامة. وفي الولايات المتحدة، هناك وكالة فيدرالية، وهي خدمة حفظ الموارد الطبيعية التابعة لوزارة الزراعة الأمريكية، تتخصص في تقديم المساعدة الفنية والمالية للمهتمين بالسعي إلى حفظ الموارد الطبيعية والزراعة الإنتاجية باعتبارها أهدافًا توافقية.
وأهم العوامل اللازم توافرها لكل موقع على حدة هي الشمس والهواء والتربة والمياه. ومن بين هذه العوامل الأربعة، تكون المياه ونوعية التربة وكميتها هي الأكثر عُرضة للتدخل البشري عبر الزمن ومن خلال العمالة.
على الرغم من توفر الهواء وأشعة الشمس في كل مكان على كوكب الأرض، إلا أن المحاصيل تعتمد أيضًا على العناصر المغذية للتربة وتوفر المياه. فعندما يقوم المزارعون بزراعة المحاصيل وحصادها، فإنهم يزيلون بعضًا من العناصر المغذية للتربة. وإذا لم تُجَدَّد التربة، فستعاني الأرض من استنزاف العناصر المغذية بها وتصبح إما غير مستخدمة أو تعاني من انخفاض غلة المحصول. وتعتمد الزراعة المستدامة على تجديد التربة مع تقليل استخدام موارد الطاقة غير المتجددة مثل الغاز الطبيعي (الذي يُستخدم في تحويل النيتروجين الجوي إلى أسمدة مصنعة) أو الخامات المعدنية (على سبيل المثال، الفوسفات). وتشمل المصادر المحتملة للنيتروجين التي ستكون متوفرة من حيث المبدأ بصورة غير محدودة ما يلي:
1. إعادة تدوير نفايات المحاصيل وفضلات الماشية أو الفضلات البشرية، أو
2. زراعة محاصيل البقول والعلف مثل الفول السوداني أو البرسيم الحجازي والتي تكون أشكالاً من التعايش مع بكتيريا تثبيت النيتروجين التي يُطلق عليها المستجذرة، أو
3. الإنتاج الصناعي للنيتروجين من خلال عملية هابر يستخدم الهيدروجين الذي يُستخرج حاليًا من الغاز الطبيعي، (إلا أنه يمكن الحصول على هذا الهيدروجين بدلاً من ذلك من خلال التحليل الكهربائي للمياه باستخدام الكهرباء (التي يمكن توليدها من الخلايا الشمسية أو طواحين الهواء))، أو
4. هندسة المحاصيل (غير البقولية) وراثيًا لتكوين أشكال من التعايش مع بكتيريا تثبيت النيتروجين أو تثبيت النيتروجين دون متكافلات جرثومية.

اُقْتُرِح الخيار الأخير في السبعينيات من القرن العشرين، إلا أنه لم يصبح قابلاً للتطبيق إلا مؤخرًا. والخيارات المستدامة لاستبدال مدخلات العناصر المغذية الأخرى (الفسفور والبوتاسيوم وما إلى ذلك) محدودة بشكل أكبر.
ومن بين الخيارات الأكثر واقعية والتي غالبًا ما تُغْفَل تطبيق الدورة الزراعية طويلة الأجل، والعودة إلى الدورات الطبيعية التي تغمر الأراضي المزروعة سنويًا (مما يعيد العناصر المغذية المفقودة بصورة غير محدودة) مثل فيضان نهر النيل، والاستخدام طويل الأجل لـ الفحم النباتي، واستخدام سلالات المحاصيل والماشية المتكيفة مع الظروف غير المثالية مثل الآفات والجفاف ونقص العناصر المغذية.
ويمكن زراعة المحاصيل التي تتطلب مستويات عالية من العناصر المغذية للتربة بطريقة أكثر استدامة إذا تم الالتزام بممارسات معينة لإدارة الأسمدة.

### المياه
يتوفر في بعض المناطق الأمطار الكافية لنمو المحاصيل، ولكن هناك الكثير من المناطق الأخرى التي تتطلب الري. ولكي تصبح أنظمة الري مستدامة، فإنها تتطلب إدارة سليمة (لتجنب ملوحة التربة) وتجنب استخدام كميات من المياه الموجودة في المصادر أكبر من الكميات التي تتجدد طبيعيًا، وإلا ستصبح مصادر المياه فعليًا من الموارد غير المتجددة. وقد أدت التحسينات التي أُدخلت على تقنية حفر آبار المياه والمضخات المغمورة فضلاً عن تطوير الإرواء بالتنقيط والمحاور ذات الضغط المنخفض إلى إتاحة إمكانية تحقيق إنتاجية عالية من المحاصيل بصورة منتظمة في المناطق التي كانت تعتمد على سقوط الأمطار وحدها فيما سبق وبالتالي كان تحقيق هذا المستوى من النجاح فيها أمرًا لا يمكن التنبؤ به. ولكن هذا التقدم كان له ثمن، ففي الكثير من المناطق التي حدث فيها ذلك مثل طبقة أوجالالا الجوفية (Ogallala Aquifer) كان يتم استخدام المياه بمعدلات أكبر من معدلات تجددها.
يجب اتخاذ العديد من الخطوات لتطوير أنظمة الزراعة المقاومة للجفاف حتى في السنوات «العادية»، ويشمل ذلك كلاً من السياسة والإجراءات الإدارية، وهذه الخطوات هي: 1) تحسين إجراءات حفظ المياه وتخزينها، أو 2) تقديم حوافز لتشجيع اختيار أنواع من المحاصيل تتحمل الجفاف، أو 3) استخدام أنظمة ري صغيرة الحجم، أو 4) إدارة المحاصيل لتقليل الفاقد من المياه، أو 5) عدم الزراعة مطلقًا.
وتتمثل مؤشرات تطوير الموارد المائية المستدامة فيما يلي:
¤ الموارد المائية المتجددة الداخلية. هذا هو متوسط التدفق السنوي للأنهار والمياه الجوفية الناتجة عن الترسيب الداخلي بعد التأكد من عدم حسابه مرتين. ويمثل هذا الحد الأقصى من كمية الموارد المائية التي تُنْتَجُّ داخل حدود أي بلد. وهذه القيمة التي يُعَبَّر عنها كمتوسط سنويًا لا تتغير بمرور الوقت (إلا في حال التغير المناخي المثبت). ويمكن التعبير عن المؤشر بثلاث وحدات مختلفة: بصورة مطلقة (كم3/سنة) وبالمم/سنة (هذا هو قياس نسبة الرطوبة في البلد) وكدالة سكانية (م3/شخص في السنة).
¤ الموارد المائية المتجددة العالمية. وهي عبارة عن مجموع الموارد المائية المتجددة الداخلية والتدفق الداخل القادم من خارج البلد. وعلى عكس الموارد الداخلية، قد تتغير هذه القيمة بمرور الوقت إذا أدى تطور ما في المنابع إلى خفض درجة توفر المياه على الحدود. ويجب أخذ المعاهدات التي تضمن الحفاظ على تدفق معين من بلد المنبع إلى بلد المصب في الاعتبار عند حساب الموارد المائية العالمية في كلا البلدين.
¤ نسبة الإعالة. وهي نسبة الموارد المائية المتجددة العالمية القادمة من خارج البلد، ويُعَبَّر عنها بالنسبة المئوية. وتعبر عن مستوى اعتماد الموارد المائية بأي بلد على البلدان المجاورة.
¤ سحب المياه. في ضوء القيود المذكورة أعلاه، يمكن حساب إجمالي سحب المياه فقط بطريقة منهجية على أساس كل بلد كمقياس لاستخدام المياه. كما أن القيمة المطلقة أو القيمة لكل شخص لسحب المياه سنويًا تعطي مقياسًا للأهمية التي تشكلها المياه في اقتصاد البلد. وعند التعبير عن هذه القيمة بالنسبة المئوية من الموارد المائية، فإنها توضح درجة الضغط على الموارد المائية. وتوضح التقديرات التقريبية أنه إذا تجاوز سحب المياه ربع الموارد المائية المتجددة العالمية الموجودة في بلد ما، فيمكن اعتبار المياه عنصرًا مقيدًا للتنمية، وبشكل عكسي، يمكن أن يكون للضغط على الموارد المائية تأثير مباشر على جميع القطاعات بدءًا من الزراعة إلى البيئة ومصائد الأسماك.

### التربة

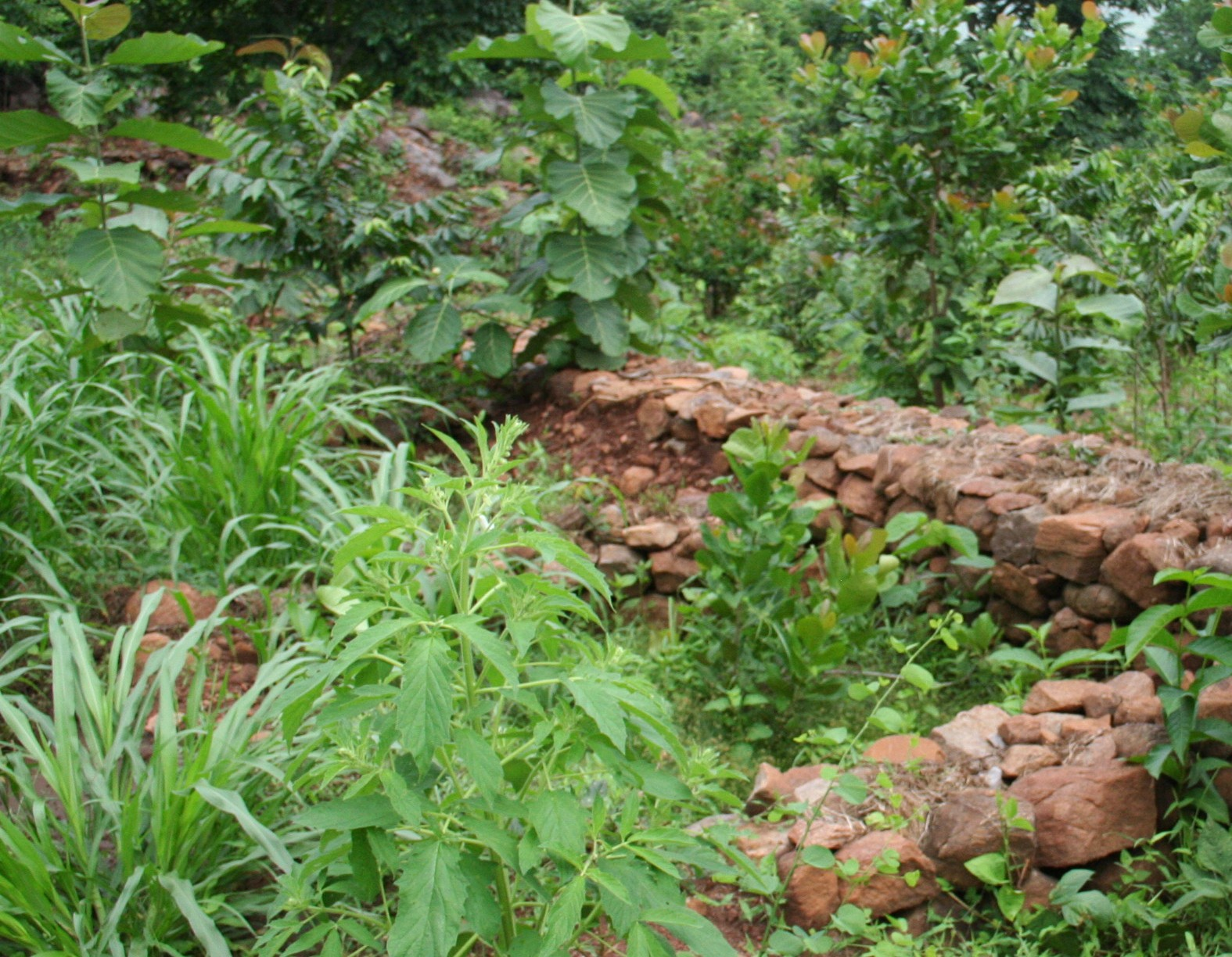
حوائط مبنية لتجنب انسياب المياه

سريعًا ما أصبحت تعرية التربة إحدى المشكلات الكبرى على مستوى العالم. ووفقًا للتقديرات، «يتعرض أكثر من ألف مليون طن من التربة في الجزء الجنوبي من إفريقيا للتعرية سنويًا. ويتوقع الخبراء انخفاض غلة المحصول إلى النصف خلال فترة تتراوح بين ثلاثين إلى خمسين عامًا إذا استمرت التعرية بمعدلاتها الحالية.» ولا تقتصر تعرية التربة على إفريقيا وحدها، وإنما تحدث في جميع أنحاء العالم. ويطلق على هذه الظاهرة ذروة التربة (Peak Soil)، حيث تعرض أساليب الزراعة الصناعية واسعة النطاق الحالية قدرة البشر على زراعة المحاصيل الغذائية للخطر، في الحاضر والمستقبل. وإذا لم تُبْذَل مجهودات لتحسين ممارسات إدارة التربة، فسيصبح توفر تربة صالحة للزراعة مشكلة متزايدة الصعوبة.
بعض أساليب إدارة التربة
1. الزراعة دون حراثة
2. تصميم الخطوط الفاصلة (Keyline design)
3. زراعة شجيرات صادة للرياح للحفاظ على تماسك التربة
4. عودة المواد العضوية المدمجة إلى الحقول
5. إيقاف استخدام الأسمدة الكيميائية (التي تحتوي على الملح)
6. حماية التربة من انسياب المياه .

## الاقتصاد
إن الجوانب الاقتصادية والاجتماعية للاستدامة مفهومة بشكل جزئي أيضًا. وفيما يتعلق بالزراعة الأقل تركيزًا، فإن أفضل تحليل معروف في هذا المجال هو دراسة نيتنج (Netting) حول أنظمة صغار الملاك عبر التاريخ. وتعرف مجموعة أكسفورد المعنية بالاستدامة (Oxford Sustainable Group) الاستدامة في هذا السياق بشكل أوسع، آخذة في الاعتبار التأثير على جميع أصحاب المصالح ومن خلال نهج شامل.
ومع الأخذ في الاعتبار الموارد الطبيعية المحدودة بأي تكلفة محددة وفي أي موقع محدد، فإن الزراعة التي تفتقر إلى الكفاءة أو المضرة بالموارد المطلوبة تستنفد في نهاية المطاف الموارد المتوفرة أو تضعف القدرة على تحمل تكلفتها والحصول عليها. كما أنها قد تُحدث آثارا خارجية سلبية مثل التلوث، فضلاً عن التكاليف المالية والإنتاجية.
علاوة على ذلك، يجب تفسير طريقة بيع المحاصيل ضمن معادلة الاستدامة. فـالغذاء الذي يُبَاع محليًا لا يتطلب طاقة إضافية للنقل (بما في ذلك المستهلكون). أما الغذاء الذي يُبَاع في أماكن بعيدة، سواء في أسواق المزارعين أو في المراكز التجارية، فيؤدي إلى تكبد مجموعة أخرى من تكاليف الطاقة مقابل المواد والعمالة والنقل.

## طرق الزراعة
إن نوع المحصول ومكان زراعته وكيفية زراعته هي أمور متروكة لحرية الاختيار. ومن بين العديد من الممارسات الممكنة للزراعة المستدامة تطبيق الدورة الزراعية وتعديل التربة، وكلاهما مصمم لضمان حصول المحاصيل التي تُزْرَعُ على العناصر المغذية الضرورية للنمو الصحي. وتشمل تعديلات التربة استخدام الأسمدة العضوية المتوفرة محليًا من خلال مراكز إعادة التدوير المجتمعية. وتساعد مراكز إعادة التدوير المجتمعية في إنتاج الأسمدة العضوية المطلوبة في الحقول العضوية المحلية.
لقد كانت كيفية تحقيق الاستدامة في الزراعة محل جدل بين العديد من العلماء والمزارعين والأعمال. فيساعد استخدام إعادة التدوير المجتمعية لفضلات المطبخ والفناء المنزلي في الاستفادة من الموارد المنزلية المتاحة بشكل شائع. وكان يتم الإلقاء بهذه الموارد في الماضي في مواقع كبيرة للتخلص من النفايات، أما الآن فتُستخدم لإنتاج أسمدة عضوية منخفضة التكلفة للزراعة العضوية. وتتضمن الممارسات الأخرى زراعة عدد من المحاصيل المعمرة المختلفة في حقل واحد، بحيث تُزْرَعُ كل منها في فصل منفصل حتى لا تنافس بعضها البعض على الموارد الطبيعية. ويثمر تطبيق هذا النظام عن زيادة المقاومة للأمراض وتقليل آثار التعرية وفقدان العناصر المغذية بالتربة. على سبيل المثال، فإن تثبيت النيتروجين من خلال البقول، والذي يُستخدم مع النباتات التي تعتمد على النيترات الموجودة في التربة في النمو، يتيح إمكانية إعادة استخدام الأرض سنويًا. حيث تنمو البقول لمدة موسم وتجدد التربة وتمدها بالأمونيوم والنيترات، وفي الموسم التالي يمكن بذر بذور نباتات أخرى لتنمو في الحقل استعدادًا للحصاد.
وتعد الزراعة الأحادية، وهي طريقة لزراعة محصول واحد فقط في المرة في حقل معين، من الممارسات واسعة الانتشار، إلا أن هناك بعض الشكوك حول استدامتها، خاصة إذا تمت زراعة نفس المحصول كل عام. والآن أصبح من المعروف أنه للتغلب على هذه المشكلة يمكن للمدن والحقول المحلية العمل معًا لإنتاج السماد العضوي اللازم للمزارعين في الحقول المحيطة. ويؤدي هذا أحيانًا، إلى جانب زراعة محاصيل مختلطة (الزراعة متعددة المحاصيل)، إلى خفض معدلات الإصابة بالأمراض ومشكلات الآفات ولكن نادرًا، إن حدث أصلاً، أن تُقَارَن الزراعة متعددة المحاصيل بالممارسة الأوسع انتشارًا وهي زراعة محاصيل مختلفة في سنوات متعاقبة (الدورة الزراعية) والتي تحقق نفس التنوع المحصولي بصفة عامة. كما أن أنظمة زراعة المحاصيل التي تتضمن مجموعة متنوعة من المحاصيل (الزراعة متعددة المحاصيل و/أو الدورة الزراعية) قد تجدد النيتروجين (إذا تضمنت البقول)، وكذلك فإنها قد تستخدم الموارد مثل أشعة الشمس أو المياه أو العناصر المغذية بفعالية أكبر (Field Crops Res. 34:239).

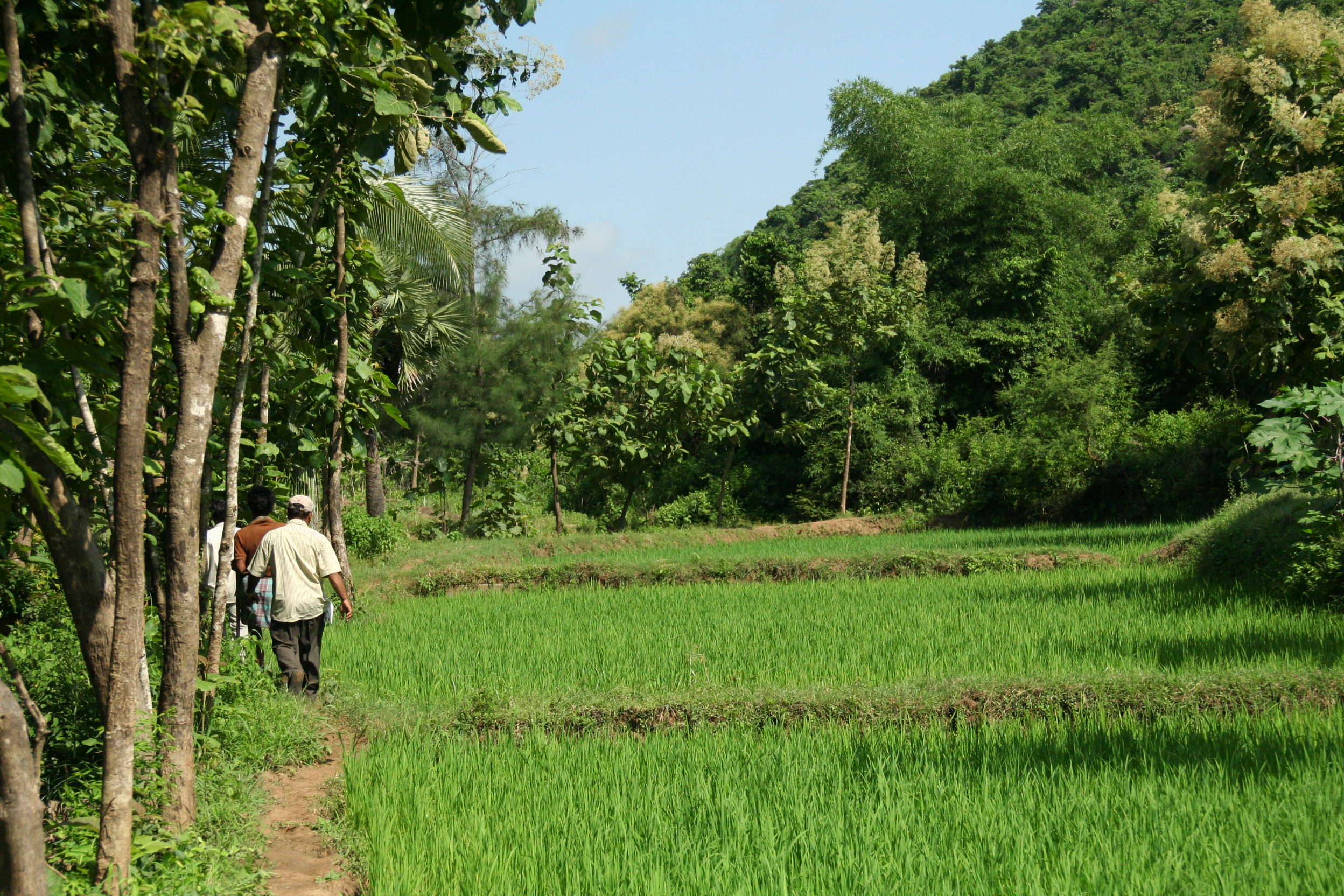
ممارسات الزراعة متعددة المحاصيل في أندرا برديش

إن استبدال نظام بيئي طبيعي بعدد قليل من النباتات المتنوعة المختارة بشكل خاص يؤدي إلى تقليل التنوع الوراثي الموجود في الحياة البرية ويجعل الكائنات الحية عرضة لـ الأمراض المنتشرة. وتعد مجاعة أيرلندا الكبرى (1845-1849) مثالاً شهيرًا على أخطار الزراعة الأحادية.
من الناحية العملية، لا يوجد نهج واحد للزراعة المستدامة، حيث أنه يجب تكييف الطرق والأهداف المحددة لتتناسب مع كل حالة فردية. ربما يكون هناك بعض أساليب الزراعة التي تتعارض بطبيعتها مع مفهوم الاستدامة، ولكن هناك سوء فهم منتشر للآثار المترتبة على بعض الممارسات. والآن، يتيح النمو الذي تشهده أسواق المزارعين المحلية الفرصة أمام المزارع الصغيرة لبيع منتجاتها مرة أخرى للمدن التي حصلت منها على السماد العضوي المعاد تدويره. ويساعد استخدام إعادة التدوير المحلية في صرف الأشخاص عن اتباع أساليب القطع والحرق التي تعد سمة مميزة لـ الزراعة المتنقلة وغالبًا ما يُذكر أن لها آثارًا تدميرية بطبيعتها، وتتم ممارسة زراعة القطع والحرق في الأمازون منذ 6000 عام على الأقل؛ ولكن لم تبدأ إزالة الغابات بصورة خطيرة حتى السبعينيات من القرن العشرين، وكان ذلك في الأساس بسبب السياسات والبرامج التي تنفذها الحكومة البرازيلية. وتجدر الإشارة إلى أن هذا لم يكن قطعًا وحرقًا بقدر ما كان قطعا وتفحما، والذي إذا ما أضيفت إليه مادة عضوية ينتج تربة سوداء (terra preta) وهي واحدة من أغنى أنواع التربة على كوكب الأرض والتربة الوحيدة التي تجدد نفسها.
وهناك أيضًا العديد من الطرق لممارسة تربية الحيوانات بطريقة مستدامة. ومن بين أهم الأدوات التي تُستخدم في إدارة المرعى تقسيم مساحة المرعى بأسوار إلى مساحات أصغر تُسمى إصطبلات، مما يقلل من كثافة وجود الماشية، وكذلك نقل الماشية بين الإصطبلات بشكل متكرر.
لقد أُجْرِيَت عدة محاولات لإنتاج لحوم صناعية باستخدام أنسجة منفصلة لإنتاجها في المختبر؛ ويعد عمل جيسون ماثيني في هذا الموضوع من خلال مشروع الحصاد الجديد (New Harvest) من أكثر الأعمال التي تلقت الكثير من التعليقات.

### معالجة التربة

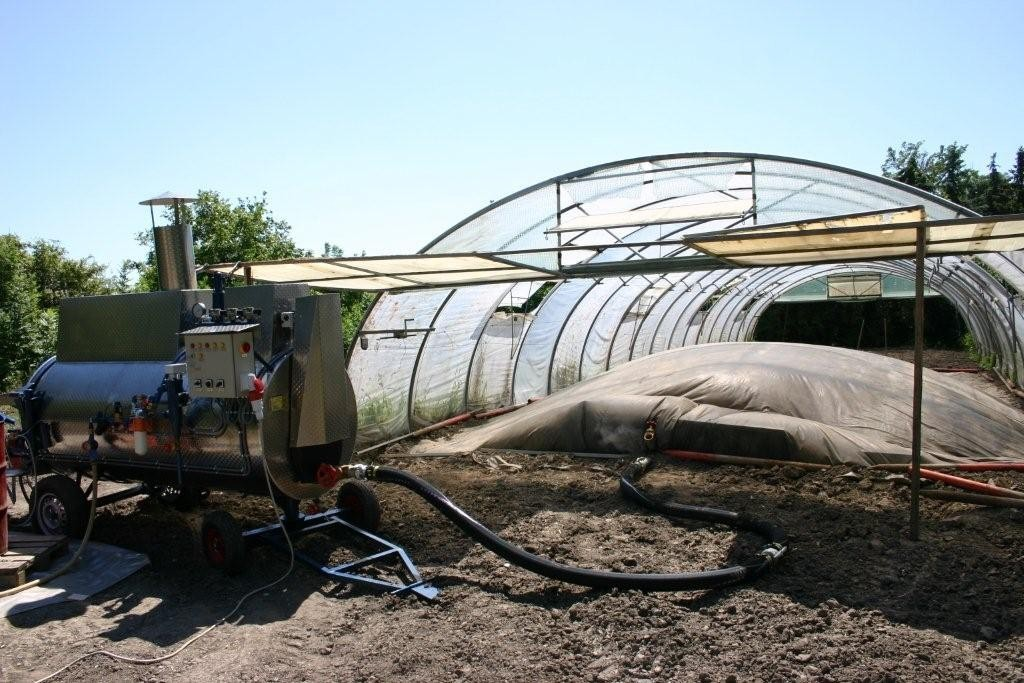
معالجة الألواح بالبخار باستخدام غلاية بخار MSD/moeschle (الجانب الأيسر)

يمكن استخدام معالجة التربة بالبخار كبديل بيئي للمواد الكيميائية لتعقيم التربة. وهناك طرق مختلفة لتوليد البخار وبثه في التربة لقتل الآفات وتحسين صحة التربة. ومن الممكن أن يلبي إنتاج السماد العضوي المجتمعي والحقلي من فضلات المطبخ وفناء المنزل والحقول معظم احتياجات المزارع المحلية، إن لم تكن كلها. بل ومن المحتمل أن يصبح إنتاج السماد العضوي مصدرًا موثوقًا للطاقة.

## الآثار خارج الحقول
إن الحقول القادرة على «الإنتاج بصورة دائمة»، ولكن لها تأثيرات سلبية على نوعية البيئة في الأماكن الأخرى لا تعد من حقول الزراعة المستدامة. ومن أمثلة الحالات التي يجب فيها التأكيد على الرؤية العالمية هو الإفراط في استخدام الأسمدة المصنعة أو فضلات الحيوانات التي يمكنها تحسين إنتاجية الحقل، ولكنها قد تلوث مياه الأنهار والشواطئ القريبة (التتريف). وكذلك قد يكون للطرف النقيض من ذلك آثار غير مرغوبة، حيث إن مشكلة انخفاض غلة المحصول بسبب استنزاف العناصر المغذية الموجودة بالتربة ترتبط بتدمير الغابات المطيرة، كما هو الحال في زراعة القطع والحرق لإطعام الماشية.
تؤثر الاستدامة على الإنتاج الكلي، الذي يجب أن يزيد للوفاء بالمتطلبات المتزايدة من الغذاء والكساء مع ارتفاع عدد سكان العالم الذي من المتوقع أن يصل إلى 9.3 مليار نسمة بحلول عام 2050. ويمكن تحقيق زيادة الإنتاج من خلال إيجاد أراضٍ زراعية جديدة، والتي قد تحسن من انبعاثات غاز ثاني أكسيد الكربون إذا تم ذلك من خلال استصلاح الأراضي الصحراوية كما هو الحال في فلسطين، أو قد تزيد الانبعاثات سوءًا إذا تم ذلك من خلال الزراعة بأسلوب القطع والحرق كما هو الحال في البرازيل. علاوة على ذلك، فإن محاصيل العضويات المعدلة وراثيا تبشر بزيادة غلة المحاصيل زيادة هائلة، على الرغم من أن العديد من الأشخاص والحكومات يساورهم القلق إزاء طريقة الزراعة الجديدة هذه.

## السياسة الدولية
أصبحت الزراعة المستدامة موضوعًا محل اهتمام في محافل السياسة الدولية، خاصةً فيما يتعلق بإمكانية تقليل المخاطر المقترنة بتغير المناخ وزيادة عدد سكان العالم.
وكجزء من التوصيات التي تقدمت بها اللجنة المعنية بالزراعة المستدامة وتغير المناخ لواضعي السياسات حول تحقيق الأمن الغذائي في مواجهة تغير المناخ، حثت اللجنة على دمج الزراعة المستدامة في السياسة القومية والدولية على حدٍ سواء. وشددت اللجنة على أن زيادة تقلبات الطقس والصدمات المناخية ستؤثر سلبًا على إنتاجية المحاصيل الزراعية، مما يستوجب اتخاذ إجراء عاجل لدفع التغير في أنظمة الإنتاج الزراعي نحو زيادة درجة المرونة. كما دعت لزيادة الاستثمارات في الزراعة المستدامة بدرجة كبيرة خلال العقد القادم، بما في ذلك في ميزانيات البحث والتطوير القومي وإصلاح الأراضي والحوافز الاقتصادية وتحسين البنية التحتية.

## التخطيط الحضري
لقد كان هناك جدل واسع بشأن الشكل السكني الأنسب من الناحية الاجتماعية للزراعة المستدامة.
وأيد الكثير من أخصائيي شؤون البيئة بناء مساكن حضرية ذات كثافة سكانية عالية كطريقة للحفاظ على الأراضي الزراعية وزيادة كفاءة استخدام الطاقة إلى الحد الأقصى. بينما كان تصور البعض الآخر أن المدن البيئية أو القرى البيئية المستدامة التي تجمع بين المناطق السكنية والحقول الزراعية والتي يكون فيها المنتجون والمستهلكون بالقرب من بعضهم البعض تقدم قدرًا أكبر من الاستدامة.
وهناك طريقة أخرى لتحقيق قدر أكبر من الاستدامة وهي استخدام المساحات المتوفرة بالمدن (على سبيل المثال، حدائق الأسطح والحدائق المجتمعية والحدائق المشتركة وغيرها من أشكال الزراعة الحضرية) في الإنتاج الغذائي التعاوني.
وتتضمن واحدة من أحدث أفكار تحقيق الزراعة المستدامة نقل إنتاج المحاصيل الغذائية من منشآت الزراعة الصناعية الكبرى إلى منشآت فنية حضرية كبرى يطلق عليها اسم المزارع الرأسية. ومن بين مزايا المزرعة الرأسية إمكانية الإنتاج على مدار العام والانعزال عن الآفات والأمراض وإعادة تدوير الموارد بشكل يمكن التحكم فيه والإنتاج في الموقع مما يخفض تكاليف النقل. وعلى الرغم من أن المزرعة الرأسية لم تصبح حقيقة على أرض الواقع بعد، إلا أن الفكرة تحظى بزخم كبير بين من يعتقدون أن طرق الزراعة المستدامة الحالية لن تكون كافية لتلبية مطالب التعداد السكاني المتزايد.